# Frank Schmökel
Frank Schmökel (* 19. August 1962 in Strausberg) ist ein rechtskräftig verurteilter deutscher Mörder und Vergewaltiger. Seine wiederholten Fluchten aus dem Maßregelvollzug, teils verbunden mit erneuten Straftaten, sorgten für landesweite Diskussionen und für Verschärfungen der Maßregelvollzugsbestimmungen.

## Chronologie der Gewalttaten und Fluchten
Frank Schmökel, Sohn eines Polizisten, war bereits in seiner Jugend durch Zoophilie auffällig geworden. 1988 wurde er dann erstmals wegen einer Gewalttat, der versuchten Vergewaltigung einer 13-Jährigen, zu eineinhalb Jahren Freiheitsstrafe verurteilt. Nachdem er kurze Zeit geflohen war, kamen weitere zehn Monate Freiheitsstrafe dazu. 1989 kam er im Rahmen einer Teilamnestie frei.
Nach seiner Entlassung beging Schmökel weitere Straftaten, darunter die Vergewaltigung einer Achtjährigen. Dafür verurteilte ihn das Landgericht Frankfurt (Oder) wegen sexuellen Missbrauchs in vier Fällen zu fünfeinhalb Jahren Freiheitsstrafe und Unterbringung im Maßregelvollzug der brandenburgischen Landesklinik.
1994 gelang Schmökel während eines Freigangs von dort abermals die Flucht; danach vergewaltigte er in Quitzerow eine Elfjährige und versuchte, sie umzubringen. Wegen sexuellen Missbrauchs und versuchten Mordes wurde er daraufhin zu 14 Jahren Freiheitsstrafe, wiederum im Maßregelvollzug, verurteilt.
1995 konnte Schmökel zum dritten Mal entkommen, diesmal blieb er aber nur einen Tag in Freiheit. 1996 floh er erneut während eines Freigangs und wurde drei Tage später wieder verhaftet. Im Frühjahr 1997 entkam er ein weiteres Mal, stellte sich aber nach einer Woche der Polizei und kam daraufhin in die Landesklinik Neuruppin. Dort brach er nach einem halben Jahr nochmals aus der Haft aus, konnte am nächsten Tag jedoch verhaftet werden.
Im April 2000 erhielt Schmökel im Rahmen seiner Therapie wieder die Möglichkeit, sich in Begleitung von Pflegern frei außerhalb der Haftanstalt zu bewegen. Am 25. Oktober 2000 erlaubte man ihm einen Besuch bei seiner Mutter in Strausberg, den er zur Flucht nutzte, wobei er die Mutter und den begleitenden Pfleger mit Messerstichen schwer verletzte. Am 2. November 2000 erschlug er in einer Strausberger Laubenkolonie, in der er sich verborgen hielt, einen 60-jährigen Rentner und flüchtete mit dessen Auto.
Eine Suchaktion mit mehreren Hundertschaften, die bis nach Tschechien und Polen ausgedehnt worden war, endete erfolgreich, als die Polizei aufgrund eines Passantenhinweises das Fluchtfahrzeug und Schmökels Versteck in einem Wald bei Bautzen ausfindig machen konnte. Am 7. November 2000 wurde Schmökel in Saritsch nahe Bautzen gestellt und dabei durch einen Bauchschuss verletzt.

## Endgültige Verurteilung
Der Prozess gegen Frank Schmökel begann am 28. Oktober 2002 vor der 3. Strafkammer des Landgerichts Frankfurt an der Oder. Dieses war hierzu an das Landgericht Neuruppin gerufen worden, wo der Prozess abgehalten wurde.
Am 11. Dezember 2002 wurde Frank Schmökel wegen der bei seiner Flucht begangenen Verbrechen zu lebenslanger Freiheitsstrafe und Sicherungsverwahrung verurteilt. Mit Beschluss des Bundesgerichtshofs vom 12. November 2003, der eine Revision Schmökels abwies, wurde dieses Urteil rechtskräftig.
2004 ermittelte die Polizei gegen Schmökel wegen des Verdachts auf Tötung seines Halbbruders im Jahre 1982, nachdem er diese Tat angeblich gegenüber dem Herausgeber seiner Autobiographie zugegeben hatte. Das Buch erschien im selben Jahr.
2006 produzierte der MDR für die ARD-Dokumentarserie Die großen Kriminalfälle einen Film von Christian Frey, in dem neben Wegbegleitern, Ermittlern und Psychologen unter anderem auch Schmökel selbst zu Wort kommt.
Schmökel war Insasse im Maßregelvollzug Brandenburg/Havel. Ende März 2017 wurde er in die Justizvollzugsanstalt Luckau-Duben verlegt. Das Oberlandesgericht Brandenburg hatte am 5. Dezember 2016 letztinstanzlich die Verlegung verfügt, da Gutachter Schmökel bescheinigten, nicht therapierbar zu sein. Dort trat er seine lebenslange Freiheitsstrafe an.

## Folgen des Falles Schmökel
Vor allem die erneute Flucht Schmökels im Herbst 2000 und der anschließende Mord brachten die Praxis des Maßregelvollzugs im Allgemeinen, und im Bundesland Brandenburg im Besonderen, landesweit in die Kritik. Der zuständige brandenburgische Staatssekretär Herwig Schirmer trat Anfang November 2000 zurück. In der Folge wurden die Sicherheitsvorkehrungen im Maßregelvollzug erhöht und die Möglichkeiten des Freiganges verringert.
2010 wurde aufgrund des Falles von Schmökel die Rechtslage bei der Opferpension geändert. Schmökel bekam zunächst eine Opferpension, weil er 1981 als 19-Jähriger eine zehnmonatige Haftstrafe wegen versuchter „Republikflucht“ verbüßt hatte. Seitdem wird die Zuwendung nicht mehr an Personen gezahlt, gegen die eine Freiheitsstrafe von mindestens drei Jahren wegen einer vorsätzlichen Straftat rechtskräftig verhängt worden ist.